# Lu Xun-priset
Lu Xun-priset är ett kinesiskt litteraturpris som utdelas av Kinas författarförbund. Det utdelas vart tredje år sedan 1995 och har sju priskategorier för bland annat romaner, noveller, poesi, essäer och litteraturkritik.
Priset är uppkallat efter Lu Xun, som anses vara en av de främsta och mest inflytelserika författarna i Kina under 1900-talet.

## Pristagare i urval
- 2001: Yan Lianke
- 2004: Jia Pingwa, Bi Feiyu
- 2007: Han Shaogong, Fan Xiaoqing, Guo Wenbin
- 2010: Su Tong, Fang Fang, Tsering Norbu